# Boa Vista do Ramos
Boa Vista do Ramos är en kommun i Brasilien.   Den ligger i delstaten Amazonas, i den centrala delen av landet, 1 800 km nordväst om huvudstaden Brasília. Antalet invånare är 14 921.
Följande samhällen finns i Boa Vista do Ramos:
- Guajará

I omgivningarna runt Boa Vista do Ramos växer i huvudsak städsegrön lövskog. Trakten runt Boa Vista do Ramos är nära nog obefolkad, med mindre än två invånare per kvadratkilometer.